# باشگاه فوتبال بوسان ای‌پارک
بوسان ای‌پارک (به کره‌ای: 부산 아이파크 FC) یک باشگاه فوتبال در شهر بوسان در کشور کره جنوبی می‌باشد که در اواو چهار عنوان قهرمانی در لیگ برتر کره، سه عنوان نایب قهرمانی، یک بار جام کره و همچنین سه جام در لیگ کاپ (جام پروسکپس ۱۹۹۷، جام آدیداس ۱۹۹۷، جام فیلیپ موریس کره ۱۹۹۸) را کسب کرده است. او همچنین قهرمان مسابقات باشگاهی آسیا، پیش‌زمینه لیگ قهرمانان آسیا، شد و در آن دوره به رقابت‌های باشگاهی آفریقا-آسیا ۱۹۸۶ رفت و اولین برنده این تورنمنت شد. 
این باشگاه در سال 1979 با نام باشگاه فوتبال دوو رویالز تأسیس شده‌است و سپس نام این باشگاه تغییر کرده‌است.
این تیم در فصل ۸۶-۱۹۸۵ به مقام قهرمانی جام باشگاه‌های آسیا دست یافت.